# نیکولا لو گوف
نیکولا لو گوف (فرانسوی: Nicolas Le Goff‎؛ زادهٔ ۱۵ فوریهٔ ۱۹۹۲) بازیکن والیبال اهل فرانسه است.